# 唐纳德·休姆
唐纳德·休姆（英語：Donald Hume，1915年7月25日—2001年9月16日），美国男子赛艇运动员。他曾代表美国参加1936年夏季奥林匹克运动会赛艇比赛，获得男子八人单桨有舵手金牌。